# 比景郡
比景郡，中国古郡名。隋大业元年（605年）置。

## 历史
隋大业元年，隋煬帝遣將軍劉方襲破林邑國都城，并在林邑故地置比景、海阴、林邑三郡。初称荡州，下辖比景、朱吾、寿泠、西卷四县，州治比景县，户一千八百一十五。大业三年（607年），改州为郡，更名为比景郡。